# 七志水川
七志水川（ななしみずがわ）は、現在の名古屋市中区を流れていた河川。

## 概要
名古屋城築城以前の熱田台地を流れていた自然河川であったものが、城下町の構築に伴い、その都市排水を堀川へと流す機能を持つに至ったものである。特に、大須に所在していた南寺町からの排水を担っていた。源流は大須観音の裏手および日置神社の裏手にそれぞれ存在し、上日置町の東において合流していたという。また、合流した流れは上日置町白山神社の前で堀川に落ちていた。

## 名称の由来
かつては7つの清水をその水源としていたことに由来するという。